# Hugo Rama
Hugo José Rama Calviño (Santiago de Compostela, 22 de noviembre de 1996), más conocido como Hugo Rama, es un futbolista español que juega de centrocampista en el R. C. Deportivo de La Coruña de la Segunda División de España.

## Biografía
Se formó en las canteras del R. C. Celta de Vigo y el R. C. Deportivo de La Coruña, llegando a jugar en su filial con el que logró el ascenso a la Segunda División B. En esta categoría jugó con el Centro Cultural y Deportivo Cerceda durante la temporada 2017-18, sabiéndose a mitad de la misma que la siguiente formaría parte de la plantilla del C. D. Lugo.
Antes de estrenarse con el equipo lucense estuvo en el C. D. Mirandés compitiendo un año más en la categoría de bronce del fútbol español. Después de esta experiencia regresó a Lugo donde jugó 72 encuentros en dos temporadas y media.
El 31 de enero de 2022 firmó por el Real Oviedo para lo que quedaba de temporada y dos más. Se marchó el 31 de agosto del año siguiente tras llegar a un acuerdo para rescindir su contrato. Durante su etapa en el club marcó un gol en los 48 partidos que jugó. Ese mismo día, además, se anunció su regreso al R. C. Deportivo de La Coruña.

## Estadísticas
| Club                                      | Div.          | Temporada     | Liga  | Liga  | Copas nacionales(1) | Copas nacionales(1) | Total | Total |
| Club                                      | Div.          | Temporada     | Part. | Goles | Part.               | Goles               | Part. | Goles |
| ----------------------------------------- | ------------- | ------------- | ----- | ----- | ------------------- | ------------------- | ----- | ----- |
| R. C. Deportivo de La Coruña "B" · España | 3.ª           | 2015-16       | 32    | 2     | —                   | —                   | 32    | 2     |
| R. C. Deportivo de La Coruña "B" · España | 3.ª           | 2016-17       | 17    | 2     | —                   | —                   | 17    | 2     |
| R. C. Deportivo de La Coruña "B" · España | Total club    | Total club    | 49    | 4     | —                   | —                   | 49    | 4     |
| C. C. D. Cerceda · España                 | 2.ª B         | 2017-18       | 36    | 0     | —                   | —                   | 36    | 0     |
| C. C. D. Cerceda · España                 | Total club    | Total club    | 36    | 0     | —                   | —                   | 36    | 0     |
| C. D. Mirandés · España                   | 2.ª B         | 2018-19       | 39    | 7     | 5                   | 2                   | 44    | 9     |
| C. D. Mirandés · España                   | Total club    | Total club    | 39    | 7     | 5                   | 2                   | 44    | 9     |
| C. D. Lugo · España                       | 2.ª           | 2019-20       | 13    | 0     | —                   | —                   | 13    | 0     |
| C. D. Lugo · España                       | 2.ª           | 2020-21       | 36    | 4     | 2                   | 0                   | 38    | 4     |
| C. D. Lugo · España                       | 2.ª           | 2021-22       | 19    | 0     | 2                   | 0                   | 21    | 0     |
| C. D. Lugo · España                       | Total club    | Total club    | 68    | 4     | 4                   | 0                   | 72    | 4     |
| Real Oviedo · España                      | 2.ª           | 2021-22       | 10    | 1     | —                   | —                   | 10    | 1     |
| Real Oviedo · España                      | 2.ª           | 2022-23       | 34    | 0     | 3                   | 0                   | 37    | 0     |
| Real Oviedo · España                      | 2.ª           | 2023-24       | 1     | 0     | —                   | —                   | 1     | 0     |
| Real Oviedo · España                      | Total club    | Total club    | 45    | 1     | 3                   | 0                   | 48    | 1     |
| R. C. Deportivo de La Coruña · España     | 1.ª F         | 2023-24       | 29    | 2     | 1                   | 0                   | 30    | 2     |
| R. C. Deportivo de La Coruña · España     | 2.ª           | 2024-25       | 15    | 0     | 1                   | 0                   | 16    | 0     |
| R. C. Deportivo de La Coruña · España     | Total club    | Total club    | 44    | 2     | 2                   | 0                   | 46    | 2     |
| Total carrera                             | Total carrera | Total carrera | 281   | 18    | 14                  | 2                   | 295   | 20    |

 Actualizado a 1 de agosto de 2024.
(Incluye partidos de 1.ª, 2.ª, 2.ªB, 3.ª gallega, Copa del Rey, Copa Federación y promociones de ascenso)